# Marmota-do-alasca
A marmota-do-Alasca (Marmota broweri) é uma espécie de roedor da família Sciuridae. Antes considerada a mesma espécie que a marmota-das-rochosas [en], hoje é reconhecida como distinta. As marmotas-do-Alasca habitam as encostas rochosas da Cordilheira Brooks, no Alasca. Preferem terrenos rochosos e montanhosos, geralmente próximos a lagos. Alimentam-se de vegetação encontrada nas encostas, como gramíneas, sementes e líquenes. Seus corpos robustos são cobertos por um denso pelo cinza. Vivem em grandes colônias formadas por várias famílias. Durante o inverno, hibernam por longos períodos em tocas. Embora pouco estudadas, não se acredita que estejam particularmente ameaçadas, seja por atividades humanas ou outros fatores. O governo do Alasca designou 2 de fevereiro como o "Dia da Marmota", um feriado para destacar a prevalência das marmotas no estado, semelhante ao mais conhecido Dia da Marmota nos Estados Unidos.

## Taxonomia
Marmota broweri foi descrita como uma subespécie da marmota-das-rochosas, M. caligata, mas foi elevada ao status de espécie com base em diferenças cariotípicas. Sequências de citocromo b confirmaram M. broweri como uma espécie distinta. Estudos adicionais são necessários para avaliar os efeitos do isolamento genético em sua distribuição fragmentada.

### Evolução
A ancestralidade da marmota-do-Alasca remonta à época do Pleistoceno. Não há fósseis conhecidos de Marmota broweri. No entanto, um fóssil supostamente de M. flavescens, datado do Tarentiano e recuperado das Cavernas de Trail Creek [en] na Península de Seward, foi hipotetizado como uma identificação incorreta de um fóssil de M. broweri.
As linhagens evolutivas das 14 espécies de marmotas distribuídas pelo Holoártico são relativamente ambíguas. Sequências de citocromo b indicaram que M. broweri é provavelmente mais próxima de M. caudata, M. menzbieri, M. marmota e M. monax. Experimentos com DNA mitocondrial sugerem que M. broweri é mais relacionada a M. caudata e M. menzbieri. Contudo, dados morfológicos associam M. broweri a M. camtschatica. Além disso, análises de cromossomos somáticos, dados ecológicos e comportamentais indicam uma conexão entre M. broweri e M. caligata.

## Distribuição e habitat

### Distribuição
Em termos de distribuição global, a marmota-do-Alasca é neoártica. Habita as montanhas ao norte dos rios Yukon e Porcupine no centro e Extremo Norte do Alasca, incluindo a Cordilheira Brooks, as Montanhas Ray [en] e as Colinas Kokrines. Há relatos de marmotas-do-Alasca nas Montanhas Richardson [en] no norte do Território de Yukon, mas essas observações ainda não foram confirmadas. Sua distribuição geral ainda é pouco compreendida. A União Internacional para a Conservação da Natureza (IUCN) não considera sua população "severamente fragmentada", mas o Departamento de Peixes e Caça do Alasca [en] descreveu-a como "irregular".
As marmotas-do-Alasca são encontradas espalhadas pelo Alasca em pequenas colônias, cada uma composta por várias famílias. Suas localizações foram documentadas na Cordilheira Brooks, do Lago Peters ao Cabo Lisburne e Cabo Sabine [en]. Foram avistadas perto de rios nas Montanhas Baird do Norte, nas Colinas Mulik, próximo ao Pico Copter [en] nas Montanhas De Long [en], e ao sul da Cordilheira Brooks, no Vale Spooky e nas Colinas Kokrines.

### Habitat
As marmotas-do-Alasca habitam pradarias, falésias interiores e picos montanhosos, a altitudes de cerca de 1.000 a 1.200 m. São frequentemente encontradas em campos e deslizamentos de rochas, afloramentos, morenas terminais e encostas rochosas em tundra alpina com forragem herbácea. A espécie vive em encostas próximas a lagos, sendo menos comum em áreas distantes de lagos. As marmotas-do-Alasca ocupam tocas de inverno permanentes, usadas por até 20 anos. As entradas são seladas com vegetação, sujeira e fezes. Essas tocas geralmente ficam próximas a um afloramento rochoso que serve como posto de observação. Uma colônia consiste em várias tocas familiares construídas próximas umas das outras. A coloração de seu pelo ajuda na camuflagem entre as rochas.

## Descrição
As marmotas-do-Alasca possuem pescoço curto, cabeça larga e curta, orelhas pequenas, pernas e pés curtos e poderosos, cauda espessa e peluda, e corpo robusto coberto por pelos grossos. O pelo de marmotas adultas no focinho e na parte dorsal da cabeça é geralmente escuro. Seus pés podem ser claros ou escuros. M. broweri possui garras resistentes adaptadas para cavar, mas os polegares das patas dianteiras têm unhas planas em vez de garras. O tamanho do corpo varia significativamente devido aos ciclos de hibernação. Para machos, o comprimento total médio é de 61 cm e o peso médio é de 3,6 kg. Fêmeas adultas são ligeiramente menores, com comprimento médio de 58 cm e peso médio de 3,2 kg.

### Distinções anatômicas
A retina dos olhos das marmotas-do-Alasca não possui bastonetes, resultando em uma visão noturna muito limitada. Seus olhos também carecem de fóvea, o que reduz sua acuidade visual em comparação com outros roedores. A posição dos olhos proporciona um amplo campo de visão lateral e superior. Como outros roedores, as marmotas-do-Alasca têm incisivos que crescem continuamente. Há um par de incisivos em cada mandíbula.
Comparada à marmota-das-rochosas, também encontrada no Alasca, M. broweri é mais macia ao toque. Além disso, não possui a característica mancha facial branca das marmotas-das-rochosas. A marmota-comum, outra marmota que habita o Alasca, pode ser distinguida por sua coloração mais avermelhada, em contraste com as tonalidades mais acinzentadas das marmotas-do-Alasca e marmotas-das-rochosas.

## Ecologia

### Dieta
A principal fonte de nutrição da marmota-do-Alasca é a vegetação das encostas montanhosas, incluindo gramíneas, flores, frutas, sementes, leguminosas, líquenes e, ocasionalmente, insetos. M. broweri consome grandes quantidades devido ao baixo valor nutricional desses alimentos e à necessidade de se preparar para a hibernação. As marmotas-do-Alasca são geralmente classificadas como onívoros, mas também foram descritas como insetívoras, folívoras, frugívoras e granívoras.

### Predação
A marmota-do-Alasca é predada por glutões, lobos-cinzentos, ursos-cinzentos, coiotes e raposas. Águias, especialmente a águia-real, são predadoras significativas de marmotas jovens.
Uma marmota sentinela alerta a colônia com um chamado de alerta agudo se houver um predador nas proximidades. As marmotas mais velhas defendem e vigiam contra predadores enquanto os jovens brincam. Tocas cavadas apenas na terra oferecem proteção limitada, mas tocas construídas sob rochas e pedregulhos podem evitar ataques de grandes animais, como ursos-cinzentos, que desenterram marmotas de tocas em solo.

### Impacto no ecossistema
As marmotas enriquecem o solo com restos de alimentos, material de nidificação e fezes, além de aerá-lo com suas escavações. Também servem como fonte de alimento para diversos predadores.

## Comportamento

### Comportamento social
As marmotas-do-Alasca são altamente sociais, vivendo em colônias de até 50 indivíduos que compartilham um sistema de tocas comum. Cada marmota geralmente tem sua própria toca, enquanto os jovens vivem com a mãe, e o pai reside em uma toca próxima. Em colônias grandes, as marmotas-do-Alasca utilizam papéis de sentinela, que são periodicamente alternados.
M. broweri marca seu território secretando uma substância de glândulas faciais e esfregando as laterais do rosto em rochas ao redor de sua toca e trilhas. As marmotas-do-Alasca também gostam de tomar sol e dedicam muito tempo à higiene pessoal.

### Hibernação
M. broweri é uma das marmotas que hibernam por mais tempo, podendo fazê-lo por até oito meses anualmente. Acumulam uma espessa camada de gordura no final do verão para sustentá-las durante a hibernação de inverno. As marmotas-do-Alasca permanecem ativas até o início da neve, quando entram em seus hibernáculos por volta de setembro até junho. Possuem tocas de inverno especiais com uma única entrada, selada com uma mistura de sujeira, vegetação e fezes durante o período de hibernação. Essas tocas são construídas em cristas expostas que descongelam mais cedo, e toda a colônia permanece na toca de setembro até o derretimento do selo no início de maio. Elas se instalam nas tocas em unidades familiares para hibernar comunalmente.
A hibernação comunal pode ser uma estratégia adaptada para reduzir o custo metabólico enquanto mantêm a temperatura corporal acima do congelamento. Durante a hibernação, funções corporais como temperatura corporal (média entre 4,5 °C e 7,5 °C), frequência cardíaca e respiratória diminuem. A hibernação da marmota-do-Alasca não é contínua, pois despertam a cada três ou quatro semanas para urinar e defecar. Dentro do hibernáculo, a marmota-do-Alasca demonstra adaptações de longo prazo à hibernação, tolerando altos níveis de CO2 e baixos níveis de O2. Como adaptação ao ambiente ártico e ao solo permanentemente congelado, as marmotas-do-Alasca se reproduzem antes de emergir da toca de inverno. Geralmente, emergem da toca nas primeiras duas semanas de maio.

### Reprodução
Machos de marmotas-do-Alasca são poligâmicos, acasalando com fêmeas monogâmicas em seu território. São reprodutores sazonais iteróparos e vivíparos, acasalando uma vez no início da primavera e dando à luz cerca de seis semanas depois, com ninhadas de três a oito filhotes, com média de quatro a cinco. Machos e fêmeas participam da criação e proteção dos filhotes em sua toca natal. Em ambos os sexos, comportamentos reprodutivos são estimulados por odores liberados por glândulas anais. Antes do parto, a fêmea sela sua toca e dá à luz sozinha. O período de gestação é de cerca de cinco a seis semanas. Filhotes recém-nascidos são altriciais; sem pelos, sem dentes, cegos e vulneráveis a predadores. Após cerca de seis semanas, os jovens têm pelos macios e grossos e começam a sair temporariamente da toca. Passam por três mudas de pelo no primeiro ano até a pelagem final, semelhante à dos adultos. Hibernam e vivem com os pais por pelo menos um ano, atingem o tamanho adulto após dois anos e a maturidade sexual entre dois e três anos. A expectativa de vida das marmotas é desconhecida, mas acredita-se que seja de cerca de 13 a 15 anos.

## Estado de conservação
O estado de conservação das marmotas-do-Alasca não é bem conhecido devido às dificuldades em localizá-las em seu habitat natural. A IUCN classifica a marmota-do-Alasca como espécie pouco preocupante, indicando baixa preocupação em relação aos perigos que enfrentam. Embora possam ser caçadas, sua população é estável e não está em risco de extinção. A marmota-do-Alasca é considerada a espécie de marmota menos ameaçada.

### Ameaças
Embora os perigos de distúrbios humanos diretos sejam mínimos, as ameaças climáticas representam um risco significativo. A marmota-do-Alasca é possivelmente a mais sensível das 14 espécies de marmotas a distúrbios antropogênicos, incluindo mudanças climáticas.

### Criação em cativeiro
Foi relatado que M. broweri foi criada com sucesso em cativeiro e reintroduzida na natureza, mas houve casos em que a criação em cativeiro resultou em altas taxas de mortalidade.

## Relação com humanos
Marmota broweri é ocasionalmente caçada por nativos do Alasca para alimentação e por sua pele quente. A pele era bastante valiosa, valendo cerca de US$ 6 a US$ 8 em 1956 (equivalente a cerca de US$ 68 a US$ 91 em 2025).
O Dia da Marmota é um feriado relativamente novo no Alasca, com paralelos ao Dia da Marmota americano. Sarah Palin sancionou uma lei em 2009 para oficializar 2 de fevereiro como o Dia da Marmota. A lei, proposta pela senadora Linda Menard [en], afirmou que "fazia sentido que a marmota se tornasse a versão do Alasca de Phil de Punxsutawney, a marmota da Pensilvânia famosa por suas previsões climáticas de inverno". Ela não esperava que as marmotas tivessem funções de previsão do tempo, mas esperava que o estado criasse atividades educacionais sobre a marmota.